# Jag ringer på fredag
Jag ringer på fredag är en sång skriven av Ingvar Hellberg, och ursprungligen inspelad av Sven-Ingvars och släppt på singel i april 1967 . Låten låg 1979 även på Sven-Ingvars album Minnenas melodier .
Sven-Ingvars version testades på Svensktoppen, där den låg i två veckor under perioden 21-28 maj 1967, med placeringarna 5 respektive 8 .
1967 framfördes låten även av Anders Dahls orkester  på EP-skivan Kristina från Vilhelmina .
Ceges framförde låten 1974 som B-sida till Köp hjärtan mitt hjärtas telefon , medan Wallonerna 1986 framförde den på Dansmusik (2) .
Låten har även spelats in av Black Ingvars 1995, där den ingick i Karlstads collage, ett medley av Sven-Ingvars låtar på albumet Earcandy Five  som även fanns som B-sida till singeln Vem tänder stjärnorna? 1996 . 1996 framfördes den även av Titanix på albumet Livs levande .
I Dansbandskampen 2008 framfördes låten av Scotts. Scotts version gavs ut på samlingsalbumet Dansbandskampen 2-CD .
I Körslaget 2009 framfördes låten av Stefan Nykvists kör från Älvdalen.
2010 spelades låten in av Wretaz på albumet Vi hörs! .

## Listplaceringar
| Lista (1967) | Topplacering |
| ------------ | ------------ |
| Norge        | 5            |